# Erdapfel
L'Erdapfel ("mela terrestre") realizzato da Martin Behaim nel 1492 è considerato il primo globo terrestre pervenuto ai nostri giorni.

## Storia

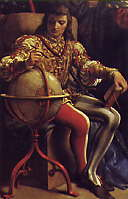
Martin Behaim con il suo Erdapfel

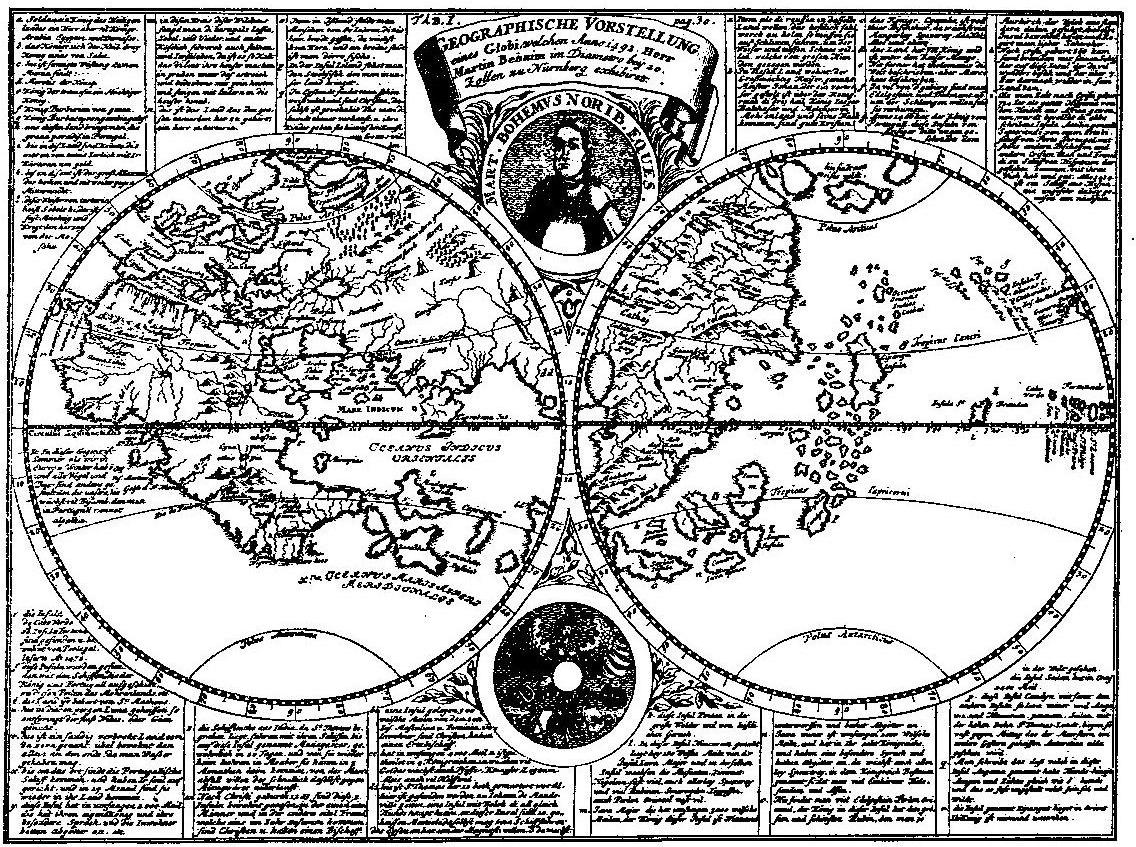
Proiezione dell'Erdapfel di Behaim, 1492

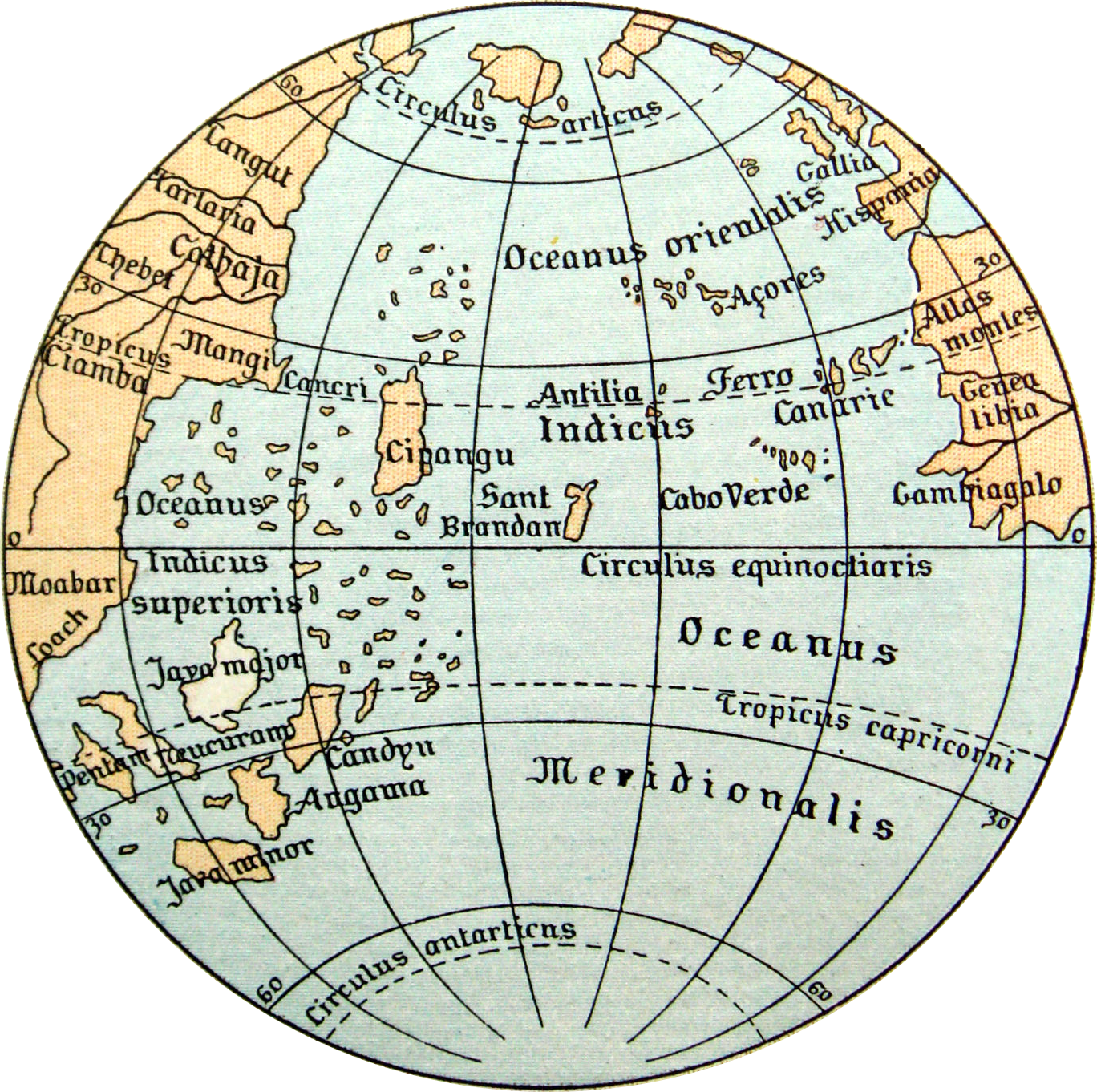
Area oceanica rappresentata sul globo di Martin Behaim.

Si tratta di un globo di lino laminato in due metà, rinforzato con legno e ricoperto con una mappa dipinta da Georg Glockendon.
Le Americhe non sono incluse in quanto Cristoforo Colombo, dopo la scoperta dell'America, tornò in Spagna non prima del marzo 1493. Il globo mostra un continente eurasiatico allargato e un oceano vuoto tra l'Europa e l'Asia. Risulta inclusa la mitica Isola di San Brandano. Il Giappone e le isole asiatiche sono sproporzionatamente grandi.
L'idea di chiamare il globo "Apfel" (mela) potrebbe essere in relazione col termine Reichsapfel (letteralmente "mela imperiale", il globo crucigero) conservato a Norimberga assieme alle Insegne imperiali (Reichskleinodien).
Dalla sua creazione ai primi anni del XVI secolo rimase in una sala di ricevimento nel municipio di Norimberga. Da allora entrò a far parte dei beni della famiglia Behaim. Nel 1907 venne trasferito al Museo Nazionale Germanico di Norimberga.